# Robert Bratschi
Robert Bratschi (* 6. Februar 1891 in Lengnau BE; † 24. Mai 1981 in Bern) war ein Schweizer Politiker (SP), Gewerkschafter und Bahnbeamter.

## Biographie und Berufliches
Robert Bratschi war der Sohn des Landwirts und Lehrers Jakob Bratschi und der Clara Bratschi-Läng. Robert Bratschi wuchs im Seeland auf und hat in Biel das damalige Technikum (heute Fachhochschule) besucht. Nach dem Ingenieurstudium arbeitete er sein ganzes Erwerbsleben lang bei der Bahn, und zwar zuerst als Stationsbeamter bei den SBB. Später wechselte er in die SBB-Verwaltung, wo er eine steile Karriere machte. 1954 wurde er Direktor der BLS, was er bis 1962 blieb. Daneben wurde er auch noch Mitglied des Verwaltungsrates der SBB.

## Gewerkschaftliches
Robert Bratschi war fast sein ganzes Berufsleben lang ein aktiver Gewerkschafter. 1920, mit erst 29 Jahren, wurde er Generalsekretär des Schweizerischen Eisenbahner-Verbandes (SEV). Diese grosse Gewerkschaft (die zweitgrösste der Schweiz) heisst heute Gewerkschaft des Verkehrspersonals. Dieses Amt hatte er bis 1945 inne. Von 1946 bis 1953 präsidierte er den SEV. Erst mit seiner Wahl zum BLS-Direktor zog er sich aus der aktiven Gewerkschaftsarbeit zurück. Von 1934 bis 1953 war er auch noch Präsident des Schweizerischen Gewerkschaftsbundes (SBG) und damit faktisch der einflussreichste Gewerkschafter in der Schweiz. Der SBG ist der mit Abstand grösste Gewerkschaftsverband der Schweiz und ist traditionell sozialdemokratisch ausgerichtet (formell ist der SBG aber parteiunabhängig). Von 1950 bis 1953 präsidierte er die Internationale Transportarbeiter-Föderation (ITF), das internationale Pendant zum SEV. Bratschi ist einer der Mitgründer der Pensionskasse Ascoop, in der Angestellte öffentlicher Transportunternehmen versichert sind, und wurde der erste Stiftungsratspräsident dieser Vorsorgeeinrichtung.

## Politik
Der Sozialdemokrat Robert Bratschi wurde 1922 sehr jung in den Nationalrat gewählt, dem er in der Folge ununterbrochen bis 1967, also während 45 Jahren, angehörte. Von 1922 bis 1932 war er zudem Mitglied des Stadtrats (Legislative) der Stadt Bern und von 1932 bis 1952 Mitglied des Grossen Rats des Kantons Bern. Der Höhepunkt seiner politischen Laufbahn war die Wahl zum Nationalratspräsidenten für das Jahr 1958.
Robert Bratschi bekannte sich als Politiker bei der Durchsetzung der Ziele der schweizerischen Sozialdemokratie stets vehement zu den Mitteln der Demokratie und lehnte die in seiner Jugend in der SP noch vorhandenen revolutionären Strömungen ab. Er war ein überzeugter Anhänger der Integration der SP in das schweizerische Konkordanzsystem, was dann endgültig 1959 mit der bis heute dauernden Vertretung der Partei im Bundesrat erreicht wurde. Als Präsident der nationalrätlichen AHV-Kommission war er massgeblich an der Entstehung des AHV-Gesetzes von 1947 beteiligt.

## Varia
Seine bekannteste Veröffentlichung ist der Aufsatz Auf dem Boden der Demokratie von 1951, in der er seine Auffassung von der Integration der SP ins politische System der Schweiz festhielt. 1970 verlieh ihm die Universität Basel den Ehrendoktortitel.